# Coelandria
Coelandria é um gênero de orquídeas da Malásia e Austrália formado possivelmente por cinco espécies epífitas, ocasionalmente rupícolas, cujas inflorescências lembram uma escova circular repleta de flores pequenas mas muito vistosas. São muito festejadas pelos colecionadores e razoavelmente comuns em cultura. Eram classificadas no gênero Dendrobium até 2003.

## Descrição
A maioria das espécies produz altos pseudobulbos roliços, cilíndricos ou levemente fusiformes, eretos, ocasionalmente pendentes, muito próximos, com folhas por toda sua extensão quando novos, depois restando apenas algumas nas extremidades ou nenhuma. A inflorescência é densamente aglomerada, curta e larga, com pequenas flores rígidas e brilhantes, de cores variadas, com labelo frequentemente de cor diferente do resto da flor e nectário na base. Possuem quatro polínias aglomeradas.

## Taxonomia
Constituem um dos seis grupos naturais em que o gênero Dendrobium divide-se. Muitos taxonomistas ainda preferem classificar estas espécies no gênero Dendrobium.